# 鈴木瑪莉亞
鈴木瑪莉亞（日语：鈴木 まりや，直译：「Suzuki Mariya」，1991年4月29日—），日本出身的偶像歌手，日本女子偶像團體AKB48 Team K的前成員、同時是中國女子偶像團體SNH48 Team SII的前成員。出生於埼玉縣。經紀公司是FLAVE ENTERTAINMENT。

## 来歴
- 參加AKB48第四回研究生（7期生）甄選合格，Team B甄選開始招募4回連續落選。第一回研究生（4期生）甄選和第三回研究生（6期生）甄選通過書類審査，但在6期生甄選最終審査時不合格[1]。

2009年
- 1月舉行的『リクエストアワーセットリストベスト100 2009』（SHIBUYA-AX）中披露[1]。
- 8月23日舉行的『AKB48全国巡演 (2009年)|AKB104選拔成員組閣祭』演唱會的晚場公演中，公布將昇格成為Team A的成員。但在2010年2月28改動為升格至Team B，因為本應升格到Team B的鈴木紫帆里放棄升格機會，為平均每Team的人數，故有此變動。

2010年
- 3月25日舉行的『AKB48 満席祭り希望 賛否両論』演唱會的晚場公演中，發表移籍到DRESS CODE，同年11月1日，同社所屬的網頁發表。

2011年
- 11月26日公開的『こっくりさん 劇場版』電影首次主演[2]。

2012年
- 6月2日公開的『2ちゃんねるの呪い 新劇場版 本危』電影第2次主演[3]。
- 8月24日、『AKB48 in TOKYO DOME 〜1830mの夢〜』初日公演中，發表移籍到SNH48[4][5]。
- 11月1日、與宮澤佐江一起移籍至SNH48。

2013年
- 1月12日、SNH48於上海淺水灣文化藝術中心舉辦團體組成後的首次公開表演。但SNH48方面表示，由於工作簽證問題，未能安排宮澤及鈴木兩名海外成員上台演出。
- 1月25日、宣布在2012年12月31日便和Dress Code結束合約，並於2013年1月1日移籍至FLAVE ENTERTAINMENT。
- 4月28日 - 在『AKB48團臨時總會～黑白分明！～』的演唱會中，宣佈兼任AKB48（篠田）Team A。[6][7]
- 10月11日、宮澤及鈴木首次於 SNH48位於上海的「星夢劇場」演出，但二人此後仍因簽證問題，未能繼續於劇場常規出演。

2014年
- 2月24日，於「AKB48集團大組閣祭」中宣布兼任隊伍由Team A轉移至Team K[8]。
- 4月24日，兼任隊伍由Team A正式轉移至Team K。

2016年
- 6月10日，AKB48宣佈因與SNH48進入重新審核狀態（實質除名），解除鈴木瑪莉亞在SNH48的兼任。

2017年
- 2月9日，劇場公演時宣布將從AKB48畢業。畢業公演於4月30日舉行。

2023年
- 8月4日，宣布與搞笑藝人組合「Golden Rules」成員根本悠結婚[9]。

## 人物
- 自我介紹是「推Team B」的台詞登場時的「3時のおやつはまりやんぬ」。
- 目標是成為像上戸彩一樣的藝人。
- 過去曾參加過兩次研究生甄選落選（4期・6期）。
- 生日與原本前研究生的郭葛瑞絲同一天。
- 小籠包是鈴木瑪莉亞的代表物。
- 最喜歡AKB48的樂曲是「任性的流星」[1]。
- 關係好的成員（当时）是SNH48的趙嘉敏、AKB48的岩佐美咲、NMB48的山本彩和AKB48的松井咲子。
- 和松井咲子兩人組成團體「彩ニングガール」。
- 因為是48集團中主演過最多恐怖影視作品的成員，所以有「恐怖女王」之稱。
- 是AKB48成員中唯一一位第一屆至第八屆總選舉全部落選的成員，同時也是AKB48資深成員中唯一沒參與過選拔的成員。

## AKB48在籍時期參加過的樂曲

### 單曲CD選抜曲
- 「RIVER」中收錄
  - 飛機雲 - Theater Girls名義
- 「馬尾與髮圈」中收錄
  - 我的YELL - Theater Girls名義
- 「Beginner」中收錄
  - 能哭的地方 - DIVA名義
- 「機會的順序」中收錄
  - 愛的跳躍 - Team B名義
- 「變成櫻花樹」中收錄
  - 區域K - DIVA名義
- 「Everyday、髮箍」中收錄
  - 人的力量 - Under Girls名義
- 「風正在吹」中收錄
  - Vamos - Under Girls 薔薇組名義
- 「崇尚麻里子」中收錄
  - 暱稱Fantasy - Team B名義
- 「GIVE ME FIVE!」中收錄
  - 榮格和佛洛伊德的情況 - Special Girls C名義
- 「仲夏的Sounds good!」中收錄
  - 3滴眼淚 - Special Girls名義
- 「格子花紋」中收錄
  - 那一天的風鈴 - Waiting Girls名義
- 「永遠的壓力」中收錄
  - 我們的Reason
- 「真心電流」中收錄
  - 倒數KISS - Team A名義
- 「勇往直前」中收錄
  - 戀愛什麼的
- 「拉布拉多獵犬」中收錄
  - 心愛的對手 - Team K名義
- 「希望無限」中收錄
  - 第一次兜風 - Team K名義
  - Reborn - Team Surprise名義
- 「紅唇Be My Baby」中收錄
  - 姊姊的自言自語 - Team K名義

### 分組參加曲
TeamA 5th Stage「恋愛禁止条例」公演
1. 暴風驟雨之間（伴舞）
2. 盛夏的聖誕玫瑰※

※中田ちさと（休演時）的代演者（瓜屋茜畢業後）及伴舞
TeamB 4th Stage「偶像的黎明」公演
1. 單戀對角線（伴舞）

研究生 「偶像的黎明」公演
1. 心愛的娜塔莎
2. 残念少女（瓜屋茜休演時）

TeamK 5th Stage「引体后空翻」公演
1. 任性的流星

※小林香菜的代演者及伴舞
THEATER G-ROSSO「不要让梦想死去」公演
1. 初次的果糖

※宮澤佐江・高城亞樹・藤江麗奈・仲谷明香的替補
TeamB 5th Stage「劇場的女神」公演
1. 暴風雨之夜
2. 男更衣室 ※

※平嶋夏海的Unit Under

## 演出

### 電視劇
- 馬路須加學園 最終話（2010年3月26日、東京電視台） - 飾演 馬路須加女学園學生
- 馬路須加學園2 第4話・最終話（2011年5月6日・7月1日、東京電視台） - 飾演 瑪莉亞
- AKBINGO!（2009年8月19日 - 不定期出演、日本電視台）
- 週刊AKB（2010年3月5日 - 4月2日、東京電視台）
- AKB48神TV特別節目〜發現全新自我 「你好」韓國海軍部隊〜（2011年7月17日、家庭劇場）
  - Season7（2011年10月9日、2011年10月16日）
- AKB48短劇「微妙〜」（2011年11月17日、2011年12月8日、2011年12月22日）光TV）
- 有吉AKB共和国（2012年1月19日、TBS）

### 廣播節目
- お台場ファイティーン（2009年10月1日・2010年3月18日、デックス東京ベイスタジオ）
- ON8「柱NIGHT! with AKB48」（2009年10月19日 - 不定期出演、bayfm）
- DJ Tomoaki's Radio Show!（2010年9月16日、下北FM） - 助手MC
- アイガク 大江戸アイドル学園（2010年12月5日 - 、レインボータウンFM） - 綜藝
- AKB48 明日までもうちょっと。（2011年8月11日・2011年8月18日、文化放送）
- AKB48のオールナイトニッポン（2012年9月14日、日本放送）

### 電影
- こっくりさん 劇場版（2011年11月26日公開、ジョリー・ロジャー） - 主演・飾演 大島絵梨
- 2ちゃんねるの呪い 新劇場版・本危（2012年6月2日公開、ジョリー・ロジャー） - 主演・飾演 木南結香
- こっくりさん 劇場版 新都市伝説（2014年2月8日公開、ジョリー・ロジャー） - 主演・飾演 マリ
- 永遠のダイヤモンド（2015年12月公開、ネクストモードスケッチ） - 主演・飾演 紗希
- 口裂け女 in L.A.（2016年1月20日公開） - 主演・飾演

### 舞台劇
- Alice in Deadly School（2010年10月14日 - 17日、品川・六行会大廳） - 飾演 堂本千十合
- 落下ガール（2011年2月3日・4日、澀谷区文化綜合中心大和田・傳承大廳） - 日替 飾演 白金清美
- 努力しないで出世する方法（2011年3月9日・13日、笹塚ファクトリー） - 飾演 みゅう
- Stranger than Paradise〜深愛〜（2011年8月11日、池袋・シアターグリーン BOX in BOX THEATER） - 飾演 須藤編集長（特別友情出演）

### DVD
- 怨霊映像 恐篇（2011年2月2日、レンタルのみ）鈴木まりや 的怪談朗讀
- こっくりさん 劇場版（2011年12月21日） - 主演・飾演 大島絵梨

### 活動
- こっくりさん 劇場版DVD発売イベント（2011年12月21日、秋葉原神ホール）
- まりやんぬわねっと（2012年11月16日、AKB48 CAFE&SHOP AKIHABARA シアターエリア）

### Web
- 上映まで待てない!30分でわかる「こっくりさん 劇場版」特別番組（2011年12月21日、niconico動画）

## 書籍

### 日曆
- 鈴木まりや 2012年カレンダー（2011年11月19日、ハゴロモ）

## 外部連結
- SNH48官網個人介紹頁（中文）
- AKB48官網個人介紹頁 （页面存档备份，存于）（日語）
- DRESS CODE（所属事務所）官方簡介
- 鈴木まりや 官方部落格 「鈴木まりやオフィシャルブログ（仮）」 （页面存档备份，存于） Powered by Ameba（2010年8月1日 - ）
- 鈴木瑪莉亞的X（前Twitter）（日語）
- 鈴木瑪莉亞的新浪微博